# Recuerdos de medianoche
Recuerdos de medianoche (en inglés Memories of Midnight) es una novela del estadounidense Sidney Sheldon, escrita en 1990. Es la continuación de Más allá de la medianoche.

## Sinopsis
Catherine Alexander se encuentra atrapada en un convento de Janina, Grecia. No recuerda nada de su sufrido pasado, pero de repente va recordando, poco a poco. Demiris decide que en su plan para asesinar a Noelle y a Larry tiene muchos cabos sueltos y decide ajustarlos. Federick Stavros, el defensor de Larry en el juicio, muere atropellado en un extraño accidente y Napoleón Chotas, el defensor de Noelle, sabe cuál es su destino e intenta hacer todo lo posible por dejar claro que el juicio contra Noelle y Larry fue una maniobra arreglada pero desaparece en misterioso incendio que azota su casa. Melina Demiris, la mujer de Constantin está cansada de que su marido la engañe y haga públicos esos engaños. Pero cuando descubre de que Catherine está viva, y que su esposo piensa masacrarla, decide intentar destruirlo para que Catherine no sea asesinada.